# ヘルマン・コンティ
ヘルマン・アンドレス・コンティ（Germán Andrés Conti, 1994年6月3日 - ）は、アルゼンチン・サンタフェ出身のイタリア系アルゼンチン人サッカー選手。ラシン・クラブ所属。ポジションはDF。

## 経歴
CAコロンで119試合に出場した後、2018年5月25日、SLベンフィカと5年契約を結んだ。
2019年12月30日、2020年末までリーガMXのアトラスFCに期限付き移籍することが発表された。
2021年3月12日、ECバイーアに期限付き移籍をした。
2022年1月6日、アメリカ-MGに期限付き移籍をした。
2023年1月30日、ロシア・プレミアリーグのFCロコモティフ・モスクワに2年半の契約で移籍。背番号は「30」を着用することも併せて発表された。
2023年8月からはCAコロンに半年間の期限付き移籍をするも、チームは降格。その後、2024年1月16日にラシン・クラブに移籍した。

## タイトル
SLベンフィカ
- プリメイラ・リーガ：2018-19